# Премія Спільноти кінокритиків Нью-Йорка 2015
Премія Спільноти кінокритиків Нью-Йорка 2015

2 грудня 2015
Найкращий фільм: 

«Керол»
Лауреати 81-шої церемонії вручення премії Спільноти кінокритиків Нью-Йорка за 2015 рік були оголошені 2 грудня 2015 року.

## Лауреати
- Найкращий фільм:
  - «Керол»

- Найкращий режисер:
  - Тодд Гейнс — «Керол»

- Найкращий актор:
  - Майкл Кітон — «У центрі уваги»

- Найкраща акторка:
  - Сірша Ронан — «Бруклін»

- Найкращий актор другого плану:
  - Марк Райленс — «Міст шпигунів»

- Найкраща акторка другого плану:
  - Крістен Стюарт — «Зільс-Марія»

- Найкращий сценарій:
  - Філліс Нейджі — «Керол»

- Найкращий анімаційний фільм:
  - «Думками навиворіт»

- Найкращий оператор:
  - Едвард Лекмен — «Керол»

- Найкращий документальний фільм:
  - «У Джексон-Гайтс»

- Найкращий іноземний фільм:
  - «Тімбукту» ( Франція /  Мавританія)

- Найкращий дебютний фільм:
  - Ласло Немеш — «Син Саула»

- Почесна нагорода:
  - Енніо Морріконе
  - Вільям Беккер і Janus Films